# 櫻井秀勲
櫻井 秀勲（さくらい ひでのり、1931年3月4日 - ）は日本の作家、編集者、YouTuber。
「ミニスカートブームの仕掛け人」「OLの名付け親」「西洋占星術を日本に紹介」として知られる。
『ウーマンウェーブ』代表取締役会長、『きずな出版』代表取締役社長、『KIZUNA CREATIVE』取締役、『早稲田運命学研究会』主宰。元女性自身編集長。著者『女がわからないでメシが食えるか』『男の運命は35歳で決まる』など200冊に及ぶ。古今東西の占い・運命学を研究活用している。

## 概要
作家、きずな出版社長、5つのオンラインサロンのオーナー、YouTuberの顔を持ち、女学の神様・運命師・伝説の編集長などと呼ばれる。
東京生まれ。東京都墨田区出身。東京外国語大学を卒業後、光文社に入社。遠藤周作、川端康成、三島由紀夫、松本清張など歴史に名を残す作家と親交を持つ。
31歳で女性週刊誌「女性自身」の編集長に抜擢され、毎週100万部発行の人気週刊誌に育て上げる。主に「西洋占星術を日本に紹介」「OL（オフィスレディ）の名付け親」「ミニの女王ツィギーを日本の紹介」など。
55歳で独立したのを機に、『女がわからないでメシが食えるか』で作家デビュー。以来『運命は35歳で決まる! 』『今夜から! 口説き大王』『寝たら死ぬ! 頭が死ぬ! 』『子どもの運命は14歳で決まる! 』『老後の運命は54歳で決まる! 』『60歳からの後悔しない生き方』など、著作は200冊を超える。

## 経歴
1931年（昭和6年）東京都墨田区に生まれる。東京外国語大学ロシア語学科卒業。
1953年（昭和28年）光文社に入社。同期にロシア文学者の原卓也がいる。文芸誌の編集者を務め、色川武大・松本清張・三島由紀夫・川端康成など多くの文豪達と交流。
1962年（昭和37年）31歳で「女性自身」の第3代目の編集長に抜擢、最高部数147万部の新記録を達成した。
1970年（昭和45年）に発生した労働争議を機に光文社を退社し、祥伝社の設立に参加する。以後『微笑』（1971年～）『新鮮』（1972年～）『ラセーヌ』（1986年～）を創刊。女性誌の一時代を築いた。
1986年（昭和61年）55歳で独立を機に『女がわからないでメシが食えるか』で作家デビュー。シリーズ40万部を越えるベストセラーとなった。以来、『人脈につながるマナーの常識』『今夜から！口説き大王』『寝たら死ぬ！頭が死ぬ！』など、著作は200冊を超える。運命学・女性学・性科学・結婚論などに関する執筆に従事して、女性心理・女性の生き方（恋愛・セックス・結婚・ビジネス）研究の第一人者となる。更に「口説きの裏ワザクマグス」として『新知識階級 クマグス』出演など、様々な媒体で広く活動している。
2009年（平成21年）早稲田運命学研究会主宰。過去に文芸誌の編集者時代に､芥川賞作家にして､手相学･人相学の天才ともいわれた五味康祐に師事していた｡人相学･手相学をはじめとする「運命学｣を直伝｡以来､独自に研究を重ねながら､占い・運命学を活用｡アストロロジャー來夢に「運命実践家」と称される｡
2013年（平成25年）82歳で、出版社「きずな出版」を創業。2018年（平成30年）本のさらなる可能性を求め「KIZUNA CREATIVE」取締役となる。
2020年（令和2年）89歳の誕生日（3月4日）にYouTuberデビュー。人生相談を趣とする『櫻井秀勲の書斎』チャンネルを設立。女性の心理や口説き方、運命学だけでなく、松本清張や三島由紀、川端康成といった名だたる作家との交流や体験談などを話している。
光文社取締役編集室長、祥伝社取締役編集部長、秀友社代表取締役、学習研究社編集顧問、共立女子短期大学講師を経て、現在、ウーマンウエーブ代表取締役会長、きずな出版代表取締役社長、KIZUNA CREATIVE取締役を兼任。
『運命は35歳で決まる』『運命が怖いくらいわかる事典』『男の運命は女で決まる』『神秘力』など運命学に基づく著作はいずれもロングセラーになっており、その研究は50年に及ぶ。

## ミニスカートブームの仕掛人
1960年代の女性週刊誌は「女性自身」と「週刊女性」の2誌だけだった。櫻井が「女性自身」の編集長になった年に講談社から「ヤングレディ」、小学館から「女性セブン」が創刊され、競争が一気に加速。食い合いになった結果、部数が落ちて「女性自身」は70万部から60万部くらいになってしまった。社内からは「もう櫻井ではダメだ。そろそろ交代させよう」と上層部の声があがり、会社は櫻井に1ヵ月ほどヨーロッパに行って遊んでこいということになった。
もともと外語大出身の櫻井はヨーロッパに先輩後輩が駐在していたことから、旅自体はたのしかった。最後の目的地のローマで「Grazia」の編集長に会う約束をしたが、当日になって急に役員会議が入ってしまったので、代理にきた女性の副編集長が17才のツイッギーの存在を教えてくれて。櫻井は直ぐ様、日本に連絡、日本の契約へと繋ぐ。結果的に「女性自身」の部数は爆上がり。櫻井は東レとツイッギーを繋ぎ、1967年11月2日に日本武道館でファッション・ショーを開催。年に1000万ドル（36億円）を稼ぎ出すファッションモデルとして「ミニ（スカート）の女王」と呼ばれるようになり、日本の若い女性から羨望の的とされ、老若男女問わず、爆発的にミニスカートブームが日本列島を縦断することになった。
「女性自身の部数はツイッギーを表紙にした号の売上が10万部増。翌週もツイッギーを表紙にして完売。櫻井は東京にツイッギーを呼び、東レと合同でファッションショーを仕掛け、毎号ツイッギーを表紙することを仕掛ける。完全に「女性自身」が独占状態となった結果、60万部と冷え込んでいた「女性自身」の最高売上部数は147万部となった。櫻井のクビはつながり、3年でクビ直前だった編集長の職を8年続けることになった。
当時の映像と櫻井のインタビューを交え、2023年3月17日NHK総合放送『アナザーストーリーズ 運命の分岐点』でも特集された。

## 主な著作
※ 国会図書館の検索閲覧より
- 『女がわからないでメシが食えるか : 女性市場・女性心理のつかみ方』（サンマーク出版、1986年6月） ISBN 4763189255
- 『女がわからないでヒトが活かせるか : 女性化時代に女を戦力にする法』（サンマーク出版、1987年12月） ISBN 4763189409
- 『ギフト・アイディア情報源 : 感性人間に贈る』（サンマーク出版、1988年7月） ISBN 4763189484
- 『女心をひらく法 : 口説きの理論と戦略』（サンマーク出版、1988年7月） ISBN 4763189492
- 『女がわからないで客がつかめるか : 女性をひきつける商品・空間・サービス』（サンマーク出版、1989年2月） ISBN 476318959X
- 『かっぽう着の法母』[7]上・中・下（学研、1989年8月～1992年5月） ISBN 405103304X(上) , 4051051323(中) , 4051056783(下)
- 『昭和の非常識・平成の常識 : 高度愉快社会がやってきた！The age of fun』（PHP研究所、1989年9月） ISBN 4569525865
- 『男心がわかる本 : 桜井流鑑別マニュアル』（サンマーク出版、1989年10月） ISBN 4763189719
- 『こんな女とは絶対結婚したくない』（三笠書房、1990年3月） ISBN 4837914152
- 『女がわからないで商品がつくれるか : 売れる商品が開発できる人』（サンマーク出版、1990年7月） ISBN 4763189875
- 『女がわからないでサキが読めるか : 女性化市場の「魔の10則」とは』（サンマーク出版、1991年1月） ISBN 476318931X
- 『女性の心理がわかる本』（三笠書房、1991年11月） ISBN 4837914608
- 『このサービスが売上げをグングン伸ばす : 商売のヒント、時代の感覚が315詰まっている本』（日本実業出版社、1991年12月） ISBN 4534018150
- 『女を動かす33の鉄則』（サンマーク出版、1992年2月） ISBN 4763190261
- 『こんな上司に女は従いてくる : どんなタイプも、この一言で自由自在』（経済界、1992年4月） ISBN	4766780914
- 『女を口説く200のマニュアル』（三笠書房、1992年7月） ISBN	4837914837
- 『完全なる女性入門 : 新時代の本当の生き方13章』（講談社、1993年1月） ISBN	4062062917
- 『D.カーネギー夫人のビジネスマンの妻が読む本』（ドロシー・カーネギー 著／桜井秀勲 訳、三笠書房、1993年2月） ISBN 4837954863
- 『結婚こんな男性を選びなさい』（三笠書房、1993年4月） ISBN 4837915051
- 『本日発売 : 女性誌編集長の物語』（イースト・プレス、1993年6月） ISBN	4900568759
- 『男の人相学 : あなたの顔にもこの相がないか』（ダイヤモンド社、1993年10月） ISBN 447871021X
- 『女と話ができないとコトは始まらない』（ロングセラーズ、1993年10月） ISBN	4845404125
- 『60歳からの死に方 : 満足する人生を見つけるために』（サンマーク出版、1993年12月） ISBN 4763190997
- 『アイデアはメシの種 : ヒット企画を生む桜井式発想術』（イースト・プレス、1993年12月） ISBN 4900568988
- 『女が20代で後悔しない生きかた : 今しておかなければならない大切な選択とは』（三笠書房、1994年1月） ISBN 483791537X
- 『この人相の男と女から逃げなさい : 相手の本性を知りつくす"六因人相占術"』（青春出版社、1994年3月） ISBN 4413016130
- 『女が30代で自分を変える生きかた : 今これをやっておかないと一生後悔する!』（三笠書房、1994年3月） ISBN 4837915426
- 『「女の財布」を開かせるサーマルの法則 : 女は欲張りなカモである』（かんき出版、1994年4月） ISBN 4761254327
- 『ビジネスマンの息子よ、こんなことがわからなくていいメシが食えるか!』（三笠書房、1994年8月） ISBN	4837915558
- 『女心をつかむ101のマニュアル』（三笠書房、1994年10月） ISBN 483791571X
- 『できる男ほど女を味方にする : 女性の能力を活かす成功法則』（かんき出版、1994年10月） ISBN 4761254653
- 『出来ル女ハ本ヲ読ム : 女の知識欲を満足させた人々の物語』（図書館流通センター、1994年10月） ISBN 4924702277
- 『「No」と言える女性は愛される』（ベストセラーズ、1994年11月） ISBN 458415824X
- 『キレる男の着眼と発想365』（経営書院、1994年12月） ISBN 4879135186
- 『「自分の魅力」を育てる本』（三笠書房、1995年3月） ISBN 4837915841
- 『女心がわかる200のマニュアル』（三笠書房、1995年4月） ISBN 4837907237
- 『OLを育てる!99の鉄則 : なぜあの上司のもとでは彼女たちは輝くのか』（PHP研究所、1995年5月） ISBN 4569546846
- 『こんな男の嘘、知っていますか?』（三笠書房、1995年6月） ISBN	4837916023
- 『人間関係「味方をつくる」絶対秘訣!』（広済堂出版、1995年6月） ISBN 4331504859
- 『女を口説けないビジネスマンはお辞めなさい! : 「女性の時代」の人間関係をつかむ秘密』（青春出版社、1995年9月） ISBN 4413016475
- 『後悔しない生き方33の鉄則』（サンマーク出版、1995年10月） ISBN 4763191357
- 『出版界・表通り裏通り』（リブリオ出版、1995年10月） ISBN	4897844460
- 『20代の女性に必要な愛の選択 : 後悔しない20代を生きるために』（ベストセラーズ、1995年11月） ISBN 458415841X
- 『超・人間観察法 : 人を瞬時に見抜く達人になる』（太陽企画出版、1996年3月） ISBN 4884662636
- 『愛される理由、わかっていますか』（三笠書房、1996年3月） ISBN 4837916333
- 『女が20代で後悔しない愛について』（三笠書房、1996年7月） ISBN 4837916430
- 『20代から生き方に差がつく105の法則 : 自分の人生をどう実現するか』（大和書房、1996年8月） ISBN 4479790098
- 『ひとりの幸せ結婚の幸せ』（立風書房、1996年4月） ISBN 4651130291
- 『女の誘い方157のマニュアル』（三笠書房、1996年8月） ISBN	4837916538
- 『人を活かせ、自分を活かせ : 秀吉の人間関係の技術100』（ベストセラーズ、1996年9月） ISBN 4584158576
- 『女が20代で生き方に迷った時読む本』（三笠書房、1996年9月） ISBN 4837908314
- 『女の恋愛!男の恋愛! : 違いがわかれば、きっとスムースにいく』（文香社、1996年10月） ISBN 4938933004
- 『超인간관찰법』（행담、1997年1月） ISBN 8986989093
- 『여자를 사로잡는 기술』（행담、1997年3月） ISBN 8986989123
- 『女に嫌われない女の叱り方』（ロングセラーズ、1997年3月） ISBN 4845405318
- 『「口説き方」心理事典 : 女が思わず心を許す!』（三笠書房、1997年5月） ISBN 4837908802
- 『こんな女性となら結婚したほうがいい : 理想の女性と出会うための原則84』（大和書房、1997年7月） ISBN	4479790225
- 『人間関係を決める3分間の成功法則77』（ベストセラーズ、1997年7月） ISBN 4584158657
- 『「逆さ」思考なら発想力がつく : 整理するな、忘れろ、常識を疑え』（文香社、1997年8月） ISBN 4938933101
- 『中高年のための恋愛講座』（ベストブック、1997年10月） ISBN 4831492965
- 『これなら成功する40代からの過ごし方 : 人生の後半で勝利をつかむ絶対法則』（東洋経済新報社、1997年11月） ISBN 4492221565
- 『愛のある嘘、愛のない嘘』（三笠書房、1998年2月） ISBN 4837909361
- 『愛の心をどう伝えるか』（三笠書房、1998年3月） ISBN 4837917259
- 『いつでもどこでも「自分の書斎」にする方法 : ビジネスマンよ「見る・聞く・読む・書く」プロになれ!』（芸文社、1998年4月） ISBN 4874653529
- 『心に染みるこの女性の生き方 : 貴方を癒す言葉の贈り物』（太陽企画出版、1998年5月） ISBN 4884662962
- 『女心をつかむ101のマニュアル』（三笠書房、1998年7月） ISBN 4837909671
- 『女を口説くのがうまい人、へたな人』（三笠書房、1998年8月） ISBN 4837917577
- 『後悔しない生き方33の鉄則』（サンマーク出版、1998年8月） ISBN 4763180509
- 『「あげまん」の法則』（サンマーク出版、1998年10月） ISBN	4763192299
- 『こんな女とは絶対結婚したくない : コミック版』（香月れい／櫻井秀勲 原案、三笠書房、1998年11月） ISBN	4837917666
- 『女心がわかる２００のマニュアル』（三笠書房、1999年） ISBN 9784837907237
- 『女が20代で後悔しない生きかた』（三笠書房、1999年1月） ISBN 4837970044
- 『この時代小説がおもしろい : この作家ならこれを読め』（星雲社、1999年3月） ISBN 4795237425
- 『女がわからない男はもう生きていけない : 「女の時代」のサバイバル・69の鉄則』（大和書房、1999年4月） ISBN	447979042X
- 『運命が怖いくらいわかる事典』（三笠書房、1999年7月） ISBN 4837970451
- 『大人のマナーハンドブック : 周囲から一目置かれるための100のノウハウ』（PHP研究所、1999年9月） ISBN 4569607438
- 『進化する性愛 : Love』（出版芸術社、1999年10月） ISBN 488293177X
- 『「口説き方」進行マニュアル』（三笠書房、1999年11月） ISBN 4837970729
- 『結婚外恋愛の手ほどき』（文香社、1999年11月） ISBN 4938933322
- 『「櫻井式」女心はこう読め : ビジネスで勝ち組になる心理講座』（太陽企画出版、1999年12月） ISBN 4884663284
- 『恋愛上手な女はここが違う』（実業之日本社、2000年1月） ISBN 4408591327
- 『マンガ女の口説き方』（櫻井秀勲 監修、三笠書房、2000年1月） ISBN	4837918182
- 『男のH・女のH』（三笠書房、2000年5月） ISBN 4837918328
- 『知的な悪党が女にモテる : 女を魅きつける「ワルの条件」』（柳沢きみお／原作 櫻井秀勲、講談社、2000年6月） ISBN 4063300994
- 『新・「あげまん」の法則』（サンマーク出版、2000年6月） ISBN 476319299X
- 『「自分の運命」診断』（三笠書房、2000年7月） ISBN 4837971148
- 『ひと目でわかる「口説ける女」の見分け方』（双葉社、2000年8月） ISBN 4575291447
- 『ヒロスエが藤原紀香に勝てなかった理由 : アニムス型女性が社会を変える』（東洋経済新報社、2000年9月） ISBN	4492041397
- 『女の誘い方187のマニュアル』（三笠書房、2000年9月） ISBN	4837960553
- 『男運のいい女はここが違う』（実業之日本社、2000年10月） ISBN	4408591408
- 『愛される理由愛されない理由』（三笠書房、2001年） ISBN 9784837972204
- 『新編かっぽう着の法母』[7]上中下（原生林、2001年3月）ISBN 4875990812(上) , 4875990820(中) , 4875990839(下)
- 『女が求めるHの本音』（ロングセラーズ、2001年4月） ISBN 4845406691
- 『3分間誘惑術 : 女性の心を一気に奪うキメのひと言』（文香社、2001年5月） ISBN 4938933411
- 『みんながあこがれる男になる思考の技術 : なぜ彼は仕事も恋愛もうまくいくのか』（太陽企画出版、2001年6月） ISBN	4884663527
- 『恋の悩みを喜びに変える方法』（実業之日本社、2001年7月） ISBN 4408591491
- 『カンの法則』（サンマーク出版、2001年7月） ISBN 476319383X
- 『運命は35歳で決まる!』（三笠書房、2001年7月） ISBN 4837919014
- 『5分間で女を口説く会話術』（三笠書房、2001年8月） ISBN 4837961010
- 『	ここが違う！女が買うモノ買わないモノ : 多様化する女性の消費行動がわかる』（主婦と生活社、2001年9月） ISBN 4391125544
- 『男女7人「恋」の愉しみ方 : <マンガ>口説き方・口説かれ方』（三笠書房、2001年10月） ISBN 483796110X
- 『男女7人「恋」の愉しみ方』（三笠書房、2001年10月） ISBN 483796110X
- 『女から誘わなければ男は動かない』（文香社、2002年1月） ISBN 4938933454
- 『愛される理由愛されない理由』（三笠書房、2002年1月） ISBN 4837972209
- 『いま女性たちが求めているもの : サービス業・飲食業は、これがわかれば上手くいく!』（旭屋出版、2002年3月） ISBN 4751103091
- 『男の運命は「女」で決まる!』（三笠書房、2002年3月） ISBN	4837919421
- 『運命が怖いくらい変わる「月」の事典』（三笠書房、2002年6月） ISBN 4837961436
- 『すべての「女」は最高の教師である』（双葉社、2002年7月） ISBN 4575294268
- 『「時代運」をつかめば運命は変わる! : 成功を手にする生き方のルール77』（大和書房、2002年9月） ISBN 4479790675
- 『運命が怖いくらいわかる事典』（三笠書房、2002年9月） ISBN 4837919804
- 『あなたの恋愛運は「月」の力で決まる!』（実業之日本社、2002年9月） ISBN 440859170X
- 『金も出世も女で決まる : 女がわかれば200%成功する』（ベストブック、2002年9月） ISBN 4831400599
- 『結婚こんな男性を選びなさい』（三笠書房、2002年11月） ISBN 4837919871
- 『イロハからわかる編集者入門 : 今日からすぐ役に立つ基礎の基礎 : 雨の日風の日訪問びより』（星雲社、2003年2月） ISBN 4434027972
- 『女を口説く200のマニュアル』（三笠書房、2003年2月） ISBN	483792008X
- 『男は女に何を隠したがるか : 彼の本心を見抜く70のマニュアル』（青春出版社、2003年2月） ISBN 4413033892
- 『女が20代で後悔しない生きかた』（三笠書房、2003年2月） ISBN 4837973019
- 『なぜか「何をやってもうまくいく人」の小さな習慣 : 必ず達成できる68の具体策』（海竜社、2003年5月） ISBN 475930763X
- 『戦後名編集者列伝 : 売れる本づくりを実践した鬼才たち』（星雲社、2003年9月） ISBN	4434030116
- 『今夜から始める大人の女の恋愛技術』（大和書房、2003年6月） ISBN 4479790748
- 『女心をつかむ101のマニュアル』（三笠書房、2003年8月） ISBN 4837962033
- 『戦後名編集者列伝 : 売れる本づくりを実践した鬼才たち』（星雲社、2003年9月） ISBN	4434030116
- 『なぜか「男をそそる女」の秘密』（文香社、2003年9月） ISBN 493893356X
- 『男と女の心が怖いくらいわかる本 : うまくいく男女は相手のココを見ている』（三笠書房、2003年10月） ISBN 483792039X
- 『男と女の相性はカラダで決まる : 新・性相学入門』（双葉社、2003年10月） ISBN 4575295981
- 『女を口説くのがうまい人、へたな人』（三笠書房、2003年11月） ISBN	4837962149
- 『結婚 : 男は何を考え、女に何を望んでいるか』（三笠書房、2003年11月） ISBN 4837973663
- 『5分間で女を口説く会話術』（三笠書房） ISBN 4837961010
- 『怖いけれど知りたい「自分の運命」事典』（三笠書房、2004年3月） ISBN 4837962297
- 『人生の夢が必ずかなう習慣術 : 強運を引き寄せる76の具体策』（海竜社、2004年3月） ISBN	4759308075
- 『男の運命は「女」で決まる!』（三笠書房、2004年5月） ISBN	4837974031
- 『今夜から始める-大人の女の愛させる技術 : 彼が離れられない、心とからだの磨き方』（大和書房、2004年7月） ISBN 4479790950
- 『「口説き方」心理事典 : 女が思わず心を許す! : この一言の「効果」』（三笠書房、2004年7月） ISBN 4837921108
- 『女に「ウケる」話術』（三笠書房、2004年8月） ISBN 4837962483
- 『女の「変化」を読むヒント』（サンマーク出版、2004年8月） ISBN 4763195050
- 『恋愛と結婚のリアル』（文香社、2004年10月） ISBN	4938933616
- 『女の運命バイブル』（三笠書房、2004年12月） ISBN	4837921183
- 『「男心をつかむ」心理事典』（三笠書房、2004年12月） ISBN	4837962653
- 『運命は48歳で逆転できる』（実業之日本社、2005年2月） ISBN 4408592404
- 『30代では遅すぎる! : 20代の生き方戦略』（海竜社、2005年2月） ISBN 4759308598
- 『結婚こんな男性を選びなさい』（三笠書房、2005年4月） ISBN 4837974783
- 『今夜から始める-大人の女の「男」を見抜く技術 : あなたの心とからだを包んでくれるパートナーの見つけ方』（大和書房、2005年6月） ISBN 4479791191
- 『男と女はなぜ、そんな下手なウソをつくのか?』（PHP研究所、2005年8月） ISBN 4569643825
- 『女が20代で後悔しない生きかた』（三笠書房、2005年8月） ISBN 4837963048
- 『男と女はなぜ、そんな下手なウソをつくのか?』（PHP研究所、2005年8月） ISBN 4569643825
- 『すべての運命は「最初の一年」で決まる!』（三笠書房、2005年9月） ISBN	4837921582
- 『できる上司の話し方 : 人の心をつかむちょいワル男になれ!』（太陽企画出版、2005年10月） ISBN 4884664213
- 『自分の適職がわからない時に読む本 : 就職で失敗したくない、してしまったすべての人へ』（スリーエーネットワーク、2005年11月） ISBN 4883193748
- 『運命は35歳で決まる!』（三笠書房、2006年1月） ISBN 4837975313
- 『大切な人に愛される話し方 : 見た目以外の1割で勝負する!』（海竜社、2006年2月） ISBN 4759309152
- 『断然モテる200の方法』（三笠書房、2006年3月） ISBN 4837963323
- 『「図解」あなたの運命 : 決定版』（PHP研究所、2006年4月） ISBN 4569649092
- 『口説きの裏ワザ : 「女学の神様」直伝 : 櫻井流女性攻略力トレーニング』（PHP研究所、2006年7月） ISBN 4569654169
- 『今日から始める-大人の女の気品のつくり方 : 「きれい」の上をめざす、あなたへ』（大和書房、2006年8月） ISBN 4479791736
- 『女が気づいていない「男運」の法則』（三笠書房、2006年12月） ISBN	4837922139
- 『今夜から始める大人の女の恋愛技術』（大和書房、2007年2月） ISBN 9784479300755
- 『女は10秒でわかる!』（三笠書房、2007年2月） ISBN	9784837963783
- 『今夜から始める-大人の女のもっと愛させる技術 : 彼を虜にする、心とからだの磨き方』（大和書房、2007年3月） ISBN 9784479791942
- 『ツキを呼ぶ「空気」の読み方』（海竜社、2007年8月） ISBN 9784759309836
- 『神秘力 : 運を味方につける方法』（三笠書房、2007年9月） ISBN	9784837964094
- 『大人の男の恋愛技術 : 今夜から始める』（大和書房、2007年11月） ISBN 9784479792246
- 『今夜から始める-大人の男の恋愛技術』（大和書房、2007年11月） ISBN 9784479792246
- 『女はみんな二重人格』（ロングセラーズ、2007年12月） ISBN	9784845408009
- 『女がその気になる話術』（ロングセラーズ、2007年12月） ISBN 9784845407996
- 『「モテる男」養成講座』（三笠書房、2008年7月） ISBN 9784837964568
- 『人に「かわいがられる男」になれ!』（三笠書房、2008年7月） ISBN 9784837922773
- 『図解出版業界ハンドブック』（東洋経済新報社、2008年10月） ISBN 9784492092637
- 『彼の本命になる!技術 : 確実に幸せになりたいあなたへ』（廣済堂あかつき、2009年4月） ISBN 9784331513750
- 『日本で一番わかりやすい運命の本 : ちょっと怖いけど自分の運命をのぞいてみよう!』（PHP研究所、2009年7月） ISBN	9784569709208
- 『絶対・幸せになる・婚活塾 : 成功する恋愛・結婚への道』（新講社、2009年8月） ISBN	9784860812843
- 『今夜から始める大人の女の愛させる技術』（廣済堂あかつき、2009年8月） ISBN 9784331654545
- 『女から誘わないと男は口説けない : 誘い上手の超恋愛テクニック』（グラフ社、2009年9月） ISBN 9784766212761
- 『35歳からの「愚直論」。 : 自分のキャリアに迷いを感じる時に読む本』（ナナ・コーポレート・コミュニケーション、2009年10月） ISBN 9784901491945
- 『今夜から始める大人の女の「男」を見抜く技術』（廣済堂あかつき、2009年10月） ISBN	9784331654569
- 『不思議なくらい運命がわかる「月」の事典』（三笠書房、2009年12月） ISBN 9784837965244
- 『たった5分で女心をつかむ!会話術』（三笠書房、2010年3月） ISBN 9784837965411
- 『38歳から運がひらける7つの習慣』（海竜社、2010年4月） ISBN 9784759311266
- 『社会で信頼される人の「大人の習慣」』（新講社、2010年4月） ISBN 9784860813253
- 『たった3秒で女性を口説く技術』（中経出版、2010年6月） ISBN 9784806137474
- 『「男心をとらえて離さない」心理事典』（廣済堂あかつき、2010年8月） ISBN 9784331654736
- 『編集者の教室』（元木昌彦ほか 櫻井秀勲 共著、徳間書店、2010年9月） ISBN 9784198630287
- 『本気で「バカになれる人」が成功する』（新講社、2010年10月） ISBN	9784860813444
- 『あなたの運命が驚くほど好転する! : 運命図・相関図をつくれば人生は成功する』（新講社、2011年3月） ISBN 9784860813710
- 『20代のうちに読んでおきたい「仕事と世間」 : 「できる人」が実行している21の習慣』（新講社、2012年1月） ISBN 9784860814229
- 『女性が50代を後悔しない51のリスト』（PHP研究所、2012年2月） ISBN	9784569801971
- 『結婚～運命の人に出会う本 : 愛される自分を始めよう』（学研パブリッシング、2012年3月） ISBN 9784054052109
- 『いつだって運がいい人の愛敬の法則』（KKロングセラーズ、2012年5月） ISBN 9784845422425
- 『老いない流儀』（中経出版、2012年8月） ISBN 9784806144434
- 『多才力 : ひとつの才能では、もう伸びていけない』（東京堂出版、2012年10月） ISBN 9784490208054
- 『運のいい人、悪い人 : 人生の幸福度を上げる方法』（本田健, 櫻井秀勲 共著、きずな出版、2013年3月） ISBN 9784907072001
- 『御木徳近 : 奇跡とカリスマの人 : パーフェクトリバティー教団第二代教祖』（きずな出版、2013年5月） ISBN 9784907072032
- 『作家になれる人、なれない人 : 自分の本を書きたいと思ったとき読む本』（本田健, 櫻井秀勲 共著、きずな出版、2014年6月） ISBN 9784907072186
- 『人脈につながるマナーの常識』（きずな出版、2016年3月） ISBN 9784907072551
- 『12星座で「いちばんモテる」双子座男子の取扱説明書』（來夢／櫻井秀勲 監修、きずな出版、2017年6月） ISBN 9784866630014
- 『12星座で「いちばん家族を大切にする」蟹座男子の取扱説明書』（來夢／櫻井秀勲 監修、きずな出版、2017年7月） ISBN 9784866630038
- 『12星座で「いちばん成功する」獅子座男子の取扱説明書』（來夢／櫻井秀勲 監修、きずな出版、2017年8月） ISBN	9784866630052
- 『人脈につながる話し方の常識』（きずな出版、2016年9月） ISBN 9784907072704
- 『知られざる出版「裏面」史 : 元木昌彦インタヴューズ』（元木昌彦編著／櫻井秀勲 インタビュー出演、東洋出版、2016年11月） ISBN 9784908927003
- 『今夜から!口説き大王 : 彼女にイエスと言わせる心理テクニック』（きずな出版、2016年11月） ISBN	9784907072780
- 『12星座で「いちばんプライドが高い」牡羊座男子の取扱説明書』（來夢／櫻井秀勲 監修、きずな出版、2016年11月） ISBN 9784907072766
- 『ビジネスに役立つ超絶!口説きの技術』（きずな出版、2017年3月） ISBN 9784907072933
- 『12星座で「いちばんお金持ちになれる」牡牛座男子の取扱説明書』（來夢／櫻井秀勲 監修、きずな出版、2017年4月） ISBN	9784907072988
- 『12星座で「いちばん男らしい」乙女座男子の取扱説明書』（來夢／櫻井秀勲 監修、きずな出版、2017年9月） ISBN	9784866630083
- 『「適職」に出会う5つのルール : 自分に合う仕事に就くことで、人生は開ける!』（きずな出版、2017年11月） ISBN 9784866630137
- 『12星座で「いちばん洗練されている」天秤座男子の取扱説明書』（來夢／櫻井秀勲 監修、きずな出版、2018年2月） ISBN 9784866630229
- 『12星座で「いちばんエネルギッシュに生きる」射手座男子の取扱説明書』（來夢／櫻井秀勲 監修、きずな出版、2018年2月） ISBN 9784866630243
- 『12星座で「いちばん精神力が強い」蠍座男子の取扱説明書』（來夢／櫻井秀勲 監修、きずな出版、2018年2月） ISBN 9784866630236
- 『12星座で「いちばん神秘の力が宿る」魚座男子の取扱説明書』（來夢／櫻井秀勲 監修、きずな出版、2018年3月） ISBN	9784866630304
- 『12星座で「いちばん夢を実現化する」山羊座男子の取扱説明書』（來夢／櫻井秀勲 監修、きずな出版、2018年3月） ISBN 9784866630281
- 『12星座で「いちばん才能に恵まれる」水瓶座男子の取扱説明書』（來夢／櫻井秀勲 監修、きずな出版、2018年3月） ISBN 9784866630298
- 『寝たら死ぬ!頭が死ぬ! : 87歳現役。人生を豊かにする短眠のススメ』（きずな出版、2018年3月） ISBN 9784866630274
- 『子どもの運命は14歳で決まる! : わが子の将来のために、親として何ができるか』（きずな出版、2018年8月） ISBN 9784866630427
- 『老後の運命は54歳で決まる! : 第二の人生で成功をつかむ人の法則』（きずな出版、2019年1月） ISBN 9784866630571
- 『劇場化社会 : 誰もが主役になれる時代で頭角を現す方法』（きずな出版、2019年4月） ISBN	9784866630687
- 『60歳からの後悔しない生き方 : いまこそ「自分最優先」の道を進もう!』（きずな出版、2019年7月） ISBN 9784866630793
- 『70歳からの人生の楽しみ方 : いまこそ「自分最高」の舞台に立とう!』（きずな出版、2019年8月） ISBN 9784866630830
- 『皇后三代：昭和から平成、そして令和へ：その努力と献身の軌跡』（きずな出版、2019年10月） ISBN	9784866630861
- 『誰も見ていない書斎の松本清張』（きずな出版、2020年1月） ISBN 9784866630984
- 『新しい時代は「逆転」の発想で生きる : 「いままで通り」より大切なこと』（きずな出版、2020年8月） ISBN	9784866631165
- 『80歳からの人生の楽しみ方 : いまこそ「自分最良」の夢を生きよう!』（きずな出版、2020年3月） ISBN 9784866631042
- 『三島由紀夫は何を遺したか』（きずな出版、2020年11月） ISBN 9784866631288
- 『70歳からの人生の整え方 : 「自分のリズム」で元気に生きる!』（きずな出版、2021年3月） ISBN 9784866631370
- 『70歳からのボケない生き方 : 自分も家族も幸せになる51の習慣』（きずな出版、2021年9月） ISBN 9784866631509
- 『自分と相手の宿命・運命を読み解き、人生を好転させる』（太玄社、2022年2月21日） ISBN 9784906724741
- 『開運大全』（きずな出版、2022年3月11日） ISBN 9784866631653

## 出演
- スター☆ドラフト会議（日本テレビ） - 恋愛マスターとして紹介される
- アナザーストーリーズ 運命の分岐点（NHK総合） - ミニスカートの仕掛け人として出演